# Người Slav Tây
Người Slav Tây là các sắc tộc Slav nói các ngôn ngữ Slav Tây. Họ tách khỏi nhóm người Slav chung vào khoảng thế kỷ thứ 7, và thành lập các chính thể độc lập ở Trung Âu vào thế kỷ thứ 8 đến thế kỷ thứ 9. Các ngôn ngữ Slav Tây đa dạng thành các dạng đã được lịch sử chứng thực trong thế kỷ 10 đến thế kỷ 14.
Các quốc gia nói tiếng Slav Tây ngày nay bao gồm người Ba Lan, Séc, Slovak, Sorb và các nhóm sắc tộc như Kashubia, Morava và Silesia. Họ sinh sống tại một khu vực tiếp giáp ở Trung Âu trải dài từ Biển Baltic đến Sudetes ở phía Bắc và dãy núi Karpat ở phía Nam, trong lịch sử cũng băng qua dãy Alps Đông rồi vào bán đảo Apennini và bán đảo Balkan.
Nhóm Slav Tây có thể được chia thành ba nhóm con: Lechite, bao gồm người Ba Lan, Kashubia và những người nói tiếng Polabia đã tuyệt chủng và tiếng Pomerania cũng như người Lusatia (nói tiếng Sorbia) và tiếng Séc-Slovak.
Về mặt văn hóa, người Slav Tây đã phát triển dọc theo các quốc gia Tây Âu khác do liên kết với Đế quốc Tây La Mã và Kitô giáo Tây phương. Do đó, họ đã trải qua sự chia rẽ văn hóa với các nhóm người Slav khác: trong khi người Đông Slav và một phần của người Nam Slav chuyển đổi sang Kitô giáo Chính thống, do đó bị ảnh hưởng về mặt văn hóa bởi Đế quốc Đông La Mã, tất cả Người Tây Slav đã chuyển đổi thành Công giáo Roma, do đó chịu ảnh hưởng văn hóa của Giáo hội Latinh và văn hóa phương Tây.

## Lịch sử
Vào thời Trung cổ, cái tên "Wend" (bắt nguồn từ thời La Mã Veneti) được áp dụng cho các sắc tộc Slav Tây. Mieszko I, người cai trị lịch sử đầu tiên của Ba Lan, cũng xuất hiện với cái tên "Dagome, vua của người Wend".
Sự mở rộng của người Slav sớm bắt đầu vào thế kỷ thứ 5, và đến thế kỷ thứ 6, các nhóm sắc tộc sẽ trở thành Tây, Đông và Nam Slav có lẽ đã trở nên tách biệt về mặt địa lý.
Các quốc gia Tây Slav độc lập đầu tiên có nguồn gốc từ thế kỷ thứ 7, với Đế chế của Samo (623–658), Công quốc Moravia (thế kỷ 8–833), Công quốc Nitra (thế kỷ 8–833) và Đại Moravia (833–k. 907). Người Sorb và Người Slav Polabia khác như Obodrites và Veleti chịu sự thống trị của Đế quốc La Mã Thần thánh sau Thập tự chinh Wend vào thời Trung cổ và đã bị Đức hóa mạnh mẽ bởi người Đức vào cuối thế kỷ 19. Tiếng Polabia tồn tại cho đến đầu thế kỷ 19 ở nơi mà ngày nay là bang Niedersachsen của Đức.
Tại thời điểm này, chỉ có 60.000-80.000 người Sorb còn tồn tại như một nhóm giữ ngôn ngữ và truyền thống của mình, chủ yếu sống ở Lusatia, một khu vực hiện đại ở Đức thuộc các bang Brandenburg và Sachsen. Tuy nhiên, quá trình Đức hóa không nên được hiểu là sự trục xuất của những người định cư Đức. Mối quan hệ giữa người Slav và người Đức rất đa dạng, tùy thuộc vào thời gian và khu vực. Thông thường, các ngôi làng của người Đức và người Slav cùng tồn tại như những người hàng xóm trong nhiều thế kỷ. Ở Sachsen ngày nay, nhiều tên địa lý, thậm chí cả những tên này của các thành phố lớn như Dresden, Leipzig hoặc Zwickau có nguồn gốc từ người Slav. Cuộc Thập tự chinh Wend không liên quan đến những khu vực này và sự phát triển của sự tương tác giữa người Slav và người Đức chủ yếu vẫn là hòa bình.
Bộ lạc trung tâm của Ba Lan là người Polan Tây đã tạo ra nhà nước của riêng họ vào thế kỷ thứ 10 dưới thời công tước Ba Lan Mieszko I. Trong nhiều thế kỷ, Ba Lan đã có quan hệ chặt chẽ với các nước láng giềng phía Tây, với người cai trị Ba Lan là Bolesław I Dũng cảm được Hoàng đế La Mã Thần thánh Otto III tuyên bố là 'Frater et Cooperator Imperii ("Huynh đệ và hợp tác trong Đế chế ").
Tiền thân của người Séc (tức là người Bohemia) đã di cư vào Bohemia vào cuối thế kỷ thứ 6 và đã thành lập nhiều vương quốc khác nhau vào thế kỷ thứ 10 khi triều đại cai trị họ cuối cùng trở thành chư hầu (1002) của Đế quốc La Mã Thần thánh. Vương quốc Bohemia vẫn là một phần của Đế chế đó trong khoảng thời gian từ 1002–1419 đến 1526–1918. Những người tiền thân của người Slovakia đã chịu sự thống trị của Hungary sau năm 907 (sự diệt vong của Đại Moravia) - cùng với các nhóm người Slav khác như người Croatia, Slovenia, Serb và Rusyn. Cả người Séc và người Slovakia đều nằm dưới sự cai trị của chế độ quân chủ Habsburg từ năm 1526 đến năm 1804; sau đó thuộc Đế quốc Áo và từ năm 1867 đến năm 1918 một phần của Áo-Hung.

## Các nhóm sắc tộc
Nhiều nỗ lực khác nhau đã được thực hiện để nhóm các Tây Slav thành các nhóm phụ theo nhiều tiêu chí khác nhau, bao gồm địa lý, bộ lạc lịch sử và ngôn ngữ học.   

### Nhóm các nhà địa lý Bavaria
Năm 845, nhà địa lý học Bavaria đã lập danh sách các bộ lạc Slav Tây sống ở các khu vực ngày nay Ba Lan, Cộng hòa Séc, Đức và Đan Mạch:
| STT | Tên Latinh năm 845 | Tên tiêng Việt | số hạng của gord |
| --- | ------------------ | -------------- | ---------------- |
| 1   | Nortabtrezi        | Bắc Obotrite   | 53               |
| 2   | Uuilci             | Veleti         | 95               |
| 7   | Hehfeldi           | Hevelli        | 8                |
| 14  | Osterabtrezi       | Đông Obotrite  | 100              |
| 15  | Miloxi             | Milceni        | 67               |
| 16  | Phesnuzi           | Besunzane      | 70               |
| 17  | Thadesi            | Dadosesani     | 200              |
| 18  | Glopeani           | Goplan         | 400              |
| 33  | Lendizi            | Lendia         | 98               |
| 34  | Thafnezi           | /              | 257              |
| 36  | Prissani           | Prissani       | 70               |
| 37  | Uelunzani          | Wolinia        | 70               |
| 38  | Bruzi              |                | /                |
| 48  | Uuislane           | Vistula        | /                |
| 49  | Sleenzane          | Silesia        | 15               |
| 50  | Lunsizi            | Sorb           | 30               |
| 51  | Dadosesani         | Thadesi        | 20               |
| 52  | Milzane            | Milceni        | 30               |
| 53  | Besunzane          | Phesnuzi       | 2                |
| 56  | Lupiglaa           | Łupigoła       | 30               |
| 57  | Opolini            | Opolan         | 20               |
| 58  | Golensizi          | Golensizi      | 5                |

### Nhóm bộ lạc
- Lechitic group[9]
  - Ba Lan
  - Masova
  - Polan
  - Người Lendia
  - Vistula
  - Silesia
  - Pomerania[9]
    - Slovincia

  - Polabia[9]
    - Obodrite/Abodrite
      - Người Obotrite riêng biệt
      - Wagria
      - Warnower
      - Polabia riêng biệt
      - Linonen
      - Travnjane
      - Drevani

    - Veleti (Wilzi), kế tục là Lutici (Liutici)
      - Kissini (Kessiner, Chizzinen, Kyzziner)
      - Circipani (Zirzipanen)
      - Tollensians
      - Redarier

    - Ucri (Ukr(an)i, Ukranen)
    - Rani (Rujani)
    - Hevelli (Stodorani)
    - Volinia (Velunzani)
    - Pyritza (Prissani)
- Nhóm Séc-Slav
  - Séc
  - Morava
  - Slovak
- Nhóm Sorb[9]
  - Milceni (Thượng Sorb)
  - Sorb Lusatia (Hạ Sorb)

### Nhóm ngôn ngữ

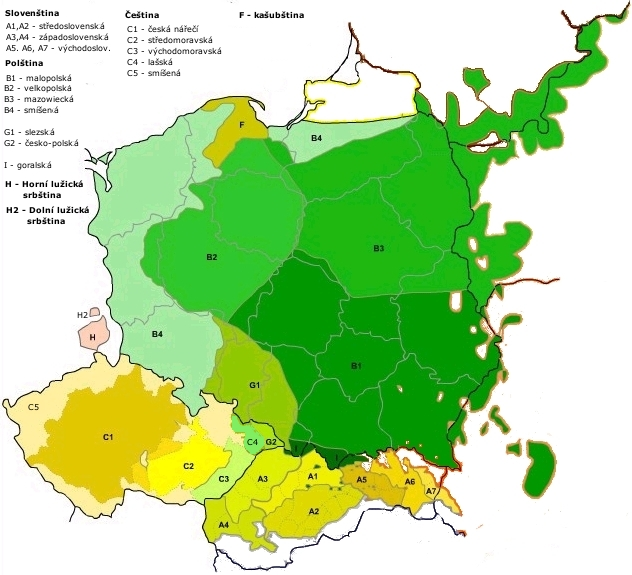
Nhóm ngôn ngữ Slav Tây

- Nhóm Lechite
  - Ba Lan
  - Silesia
  - Kashubia
  - Goral (người Cao nguyên)
- Nhóm Séc-Slav[9]
  - Séc
  - Morava
  - Slovak
- Sorb group[9]
  - Milceni (Thượng Sorb)
  - Lusatia (Hạ Sorb)